# Paraísos Artificiais (filme)
Paraísos Artificiais é um filme de drama brasileiro dirigido por Marcos Prado e produzido por José Padilha. O elenco é estrelado por Nathalia Dill, Luca Bianchi e Lívia de Bueno. Foi distribuído pela Nossa Distribuidora e Rio Filme.

## Sinopse
Érika (Nathalia Dill) é uma DJ de relativo sucesso e amiga de Lara (Lívia de Bueno). Durante um festival onde Érika estava trabalhando, elas conheceram Nando (Luca Bianchi) e, juntos, vivem um momento intenso. No entanto, logo depois o trio se separara. Anos depois Érika e Nando se reencontram em Amsterdã, onde se apaixonam. Mas apenas Érika se lembra do verdadeiro motivo por que se afastou logo depois de se conhecerem, anos antes.

## Elenco
- Nathalia Dill como Érika
- Luca Bianchi como Nando
- Lívia de Bueno como Lara
- Bernardo Melo Barreto como Patrick
- César Cardadeiro como Lipe
- Divana Brandão como Márcia
- Cadu Fávero como Anderson
- Erom Cordeiro como Carlão
- Roney Villela como Mark
- Emilio Orciollo Netto como Mouse
- Mathias Gottfried como Cornélius

## Produção
O nome Paraísos Artificiais foi inspirado no título do livro de mesmo nome, escrito por Baudelaire. "Li o livro e achei que o título se encaixava perfeitamente no filme, embora aborde outra época, meados do século XIX, e o consumo de outras drogas, vinho, ópio e haxixe", afirma o diretor Marcos Prado.
As filmagens ocorreram entre 18 de outubro e 25 de novembro na Praia do Paiva, no Cabo de Santo Agostinho, e também no Rio de Janeiro, na tradicional praia do Arpoador. Algumas cenas externas foram filmadas em Amsterdã.

## Trilha sonora
Paraísos Artificiais é um filme que tem como plano de fundo a música eletrônica, não poderia ter uma trilha sonora diferente. No setlist do filme, cuja trilha original foi composta por Rodrigo Coelho e produzida por Gustavo MM, há DJs e produtores renomados, como Deadmau5, Renato Cohen, Flow & Zeo, Frogacult e Magnetrixx, explorando várias vertentes do estilo. Gui Boratto, DJ e produtor brasileiro que figura entre os melhores do mundo, é autor da música-tema do filme.